# Moviment de Forces Democràtiques de Casamance
El Moviment de Forces Democràtiques de Casamance (MFDC) és el principal moviment separatista de la regió de Casamance, al Senegal, fundat el 1982. Va comptar amb el suport del president de Guinea Bissau, João Bernardo Vieira, fins que aquest va ser derrocat el 1999. Es basa principalment en el poble diola i el seu braç armat es va formar l'any 1985 i s'anomena Atika («el combatent»).
El seu líder va ser el sacerdot Augustin Diamacoune Senghor (1928–2007). Senghor va signar un tractat de pau amb el govern del president senegalès Abdoulaye Wade el 2004. No obstant això, diverses faccions de l'MFDC es van negar a participar en l'acord de pau i van continuar lluitant.
Es rumorejava que el moviment s'havia implicat militarment en la crisi constitucional de Gàmbia de 2016-2017 i la posterior intervenció militar de la CEDEAO al costat de Yahya Jammeh.